# تکنو
تکنو (به انگلیسی: Techno) نوعی از موسیقی رقص الکترونیک است که در میانهٔ دهه ۱۹۸۰ (میلادی) در دیترویت ایالت میشیگان محبوب شد. دی‌جی بن راسل معمولاً به عنوان خالق این‌گونه از موزیک محسوب می‌شود.